# Арабо-нормандский стиль
Арабо-нормандский (иногда арабо-греко-нормандский) стиль — эклектичный архитектурный стиль, возникший на Сицилии после нормандского завоевания и вобравший в себя многочисленные арабские, романские, византийские, нормандские черты. Также носит названия норманно-сицилийский стиль или сицилийский романтизм. Стиль был вытеснен готикой. 

## История возникновения и временные рамки
В 1061-1091 годах нормандцы под предводительством Роберта Гвискара и его младшего брата Рожера I завоевали Сицилию, находившуюся в течение двух предшествовавших веков под властью арабов. В 1072 году, после взятия Палермо, Роберт Гвискар, ранее получивший от папы титул герцога Сицилии, передал власть над островом Рожеру I с титулом великого графа. Сын и второй преемник Рожера I Рожер II, воспользовавшись ослаблением, а затем и вымиранием потомков Гвискара, сумел добиться полной независимости, а в 1127 году и поглотить континентальные владения нормандцев. В 1130 году Рожер II объединил Сицилию, Апулию и Калабрию в единое Сицилийское королевство. Несмотря на падение нескольких династий и внутренние перипетии, Сицилия вплоть до Сицилийской вечерни 1282 года являлась одним из сильнейших государств Италии и Средиземноморья.
К моменту завершения нормандского завоевания Сицилия являлась неоднородным с этноконфессиональной точки зрения государством. Преимущественную долю населения составляли греки-христиане византийского обряда и арабы-мусульмане. В последующие годы за счёт иммиграции появилась влиятельная прослойка христиан латинского обряда. Для сохранения стабильности королевства, нормандские правители (Рожер I, Аделаида Савонская, Рожер II, Вильгельм I Злой, Вильгельм II Добрый) сознательно придерживались политики религиозной и национальной терпимости, сохраняя и укрепляя сложившиеся традиции, права и привилегии различных общин. В результате такой политики Сицилийское королевство представляло собой редкий для средневековья пример толерантного общества.
Описанный политический строй нашёл своё отражение в многочисленных архитектурных сооружениях XI-XIII века, в которых причудливым образом соединились арабские, византийские, романские и нормандские черты. Сложившийся эклектический стиль, получивший название арабо-нормандского, является уникальным и свойственным исключительно Сицилии.
В последующие века большинство сооружений арабо-нормандского стиля были либо разрушены, либо перестроены, чаще в стиле барокко. В XIX -XX веках на фоне вспыхнувшего интереса к нормандскому наследию реставраторам удалось восстановить ряд сооружений арабо-нормандского стиля в облике, близком к первоначальному. В настоящее время памятники арабо-нормандского стиля, наряду с классическим античным наследием, являются основными туристическими достопримечательностями Сицилии.

## Основные памятники

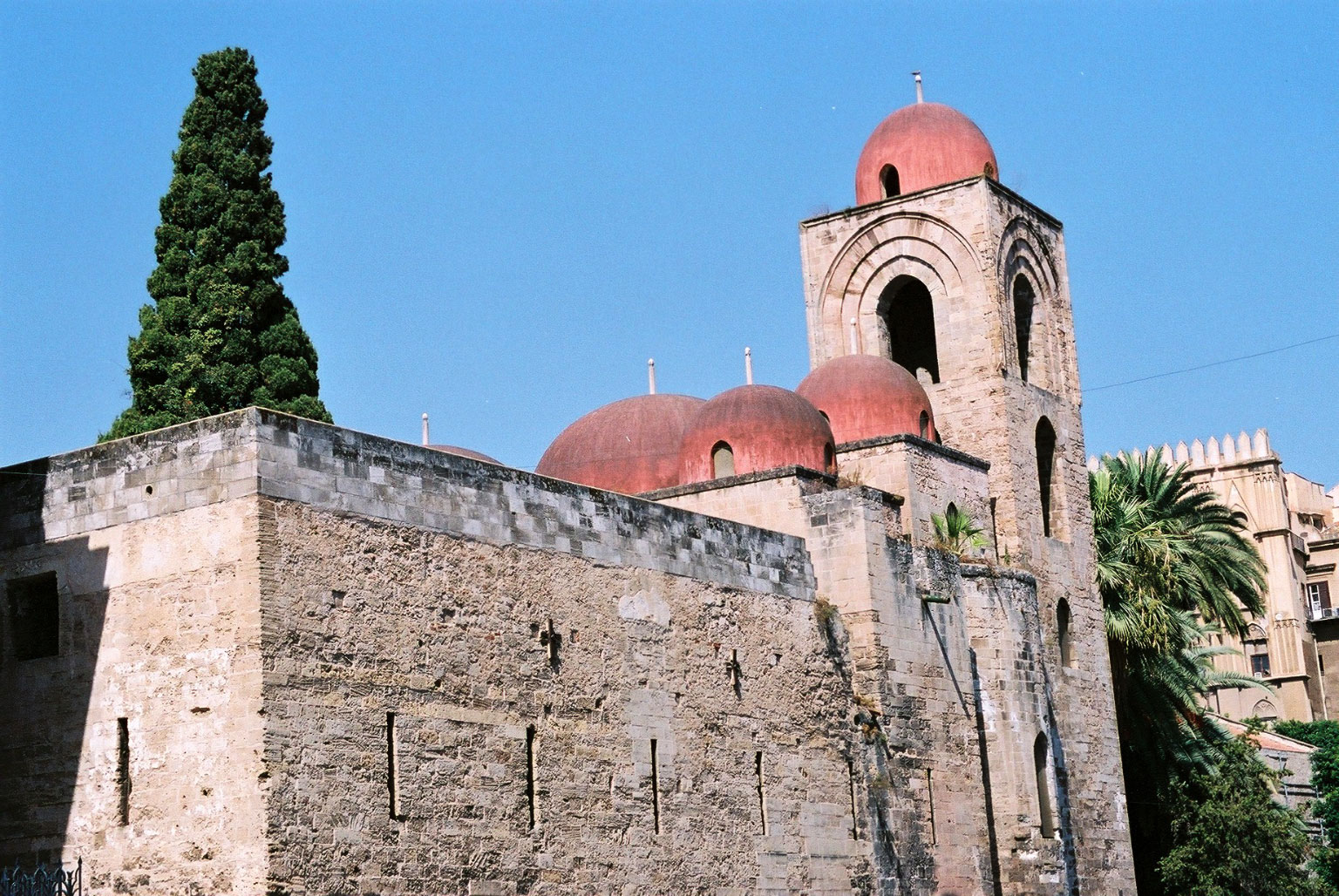
Сан-Джованни-дельи-Эремити

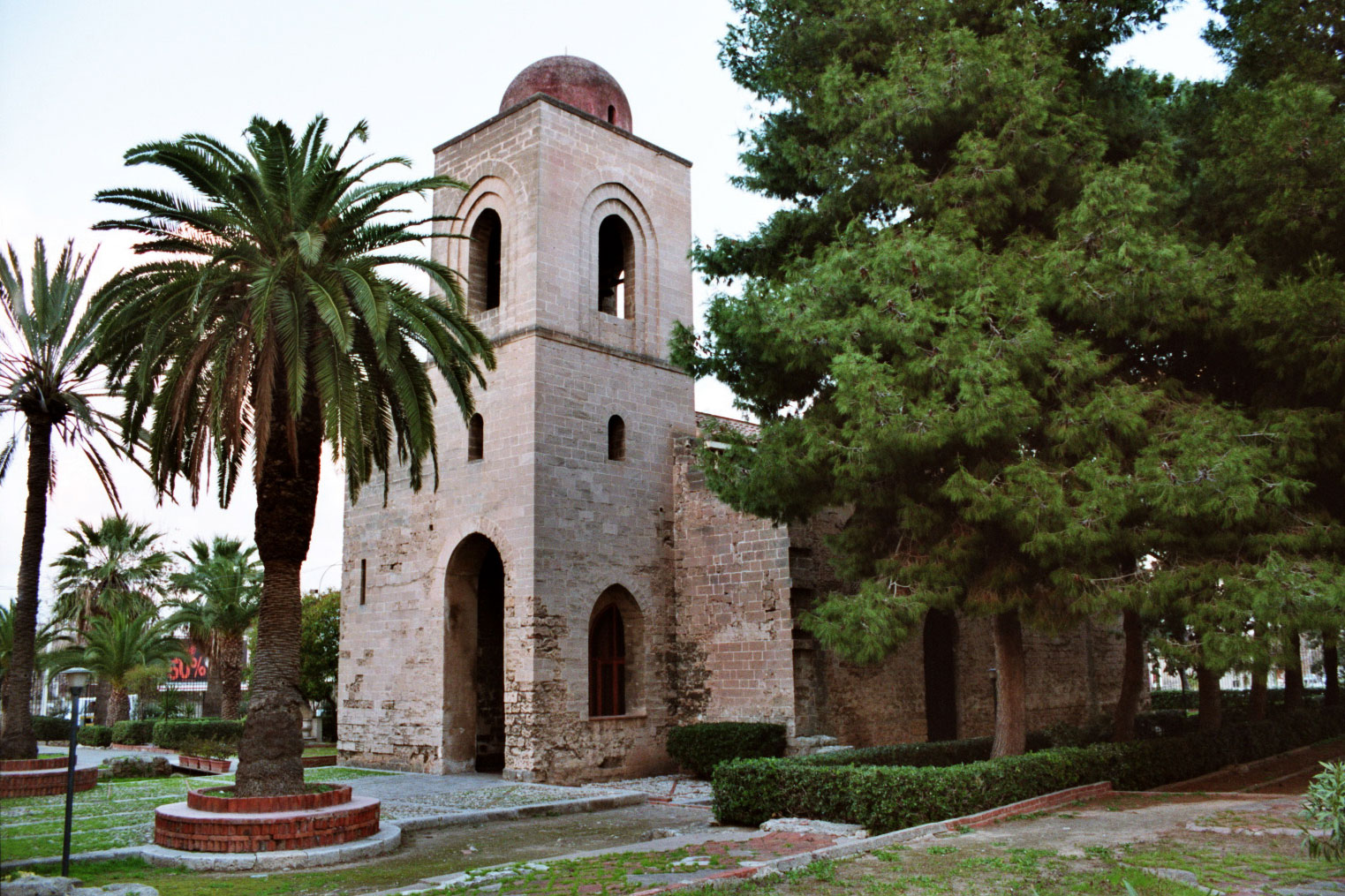
Сан-Джованни-дель-Леббрози

К числу основных памятников арабо-нормандского стиля относятся:
- церкви в Палермо:

- кафедральный собор,
- Палатинская капелла
- Марторана (Санта-Мария-дель-Аммиральо),
- Сан-Катальдо,
- Сан-Джованни-дельи-Эремити,
- Сан-Джованни-дель-Леббрози,
- Маджионе,
- Санто-Спирито

- королевские дворцы в Палермо:

- Нормандский дворец,
- Циза,
- Куба и Кубола,

- прочие церкви и соборы:

- собор Монреале,
- собор Чефалу,
- Санти-Пьетро-э-Паоло-д'Агро (провинция Мессина).

## Основные черты

### Арабское влияние

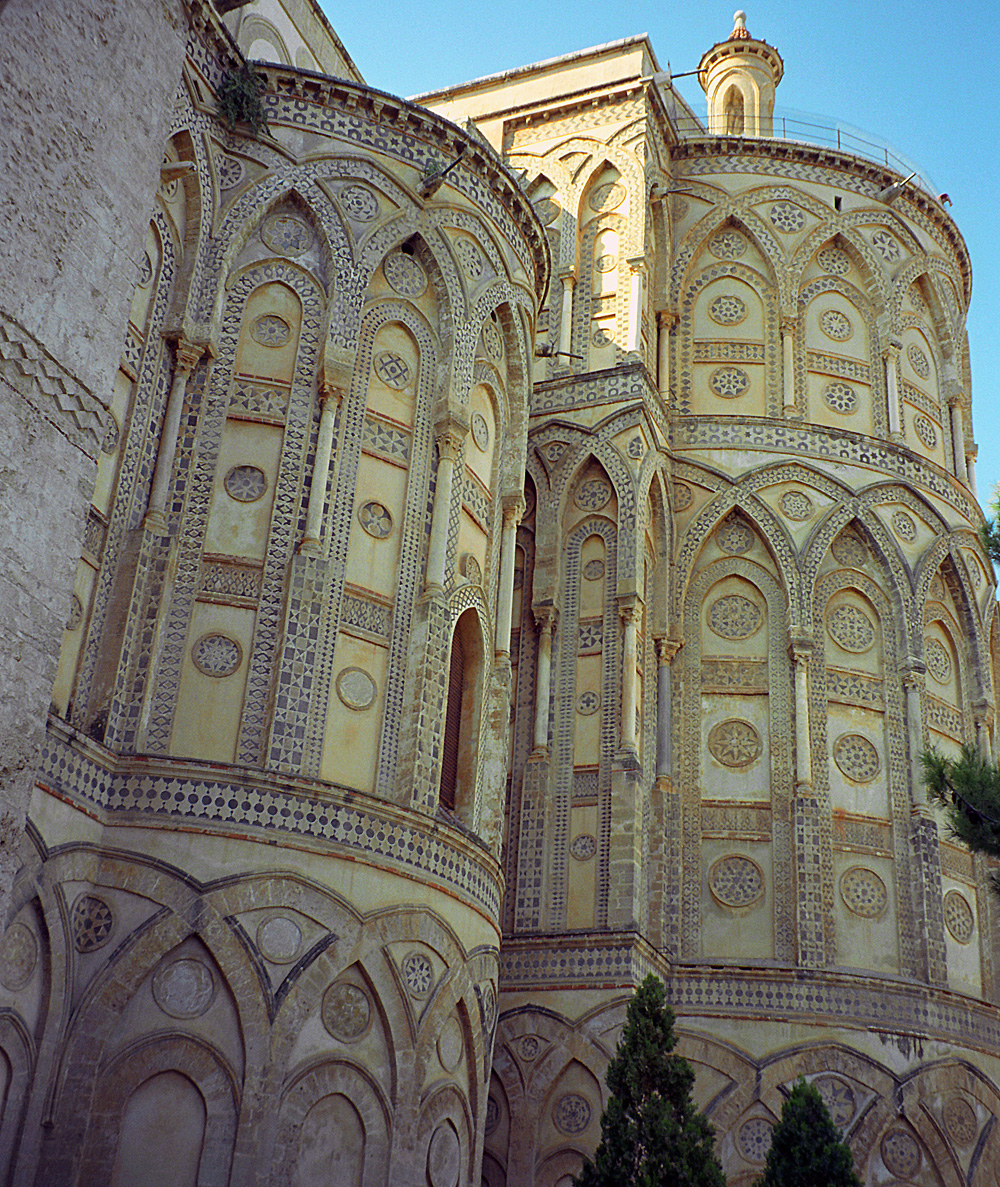
Апсида собора Монреале

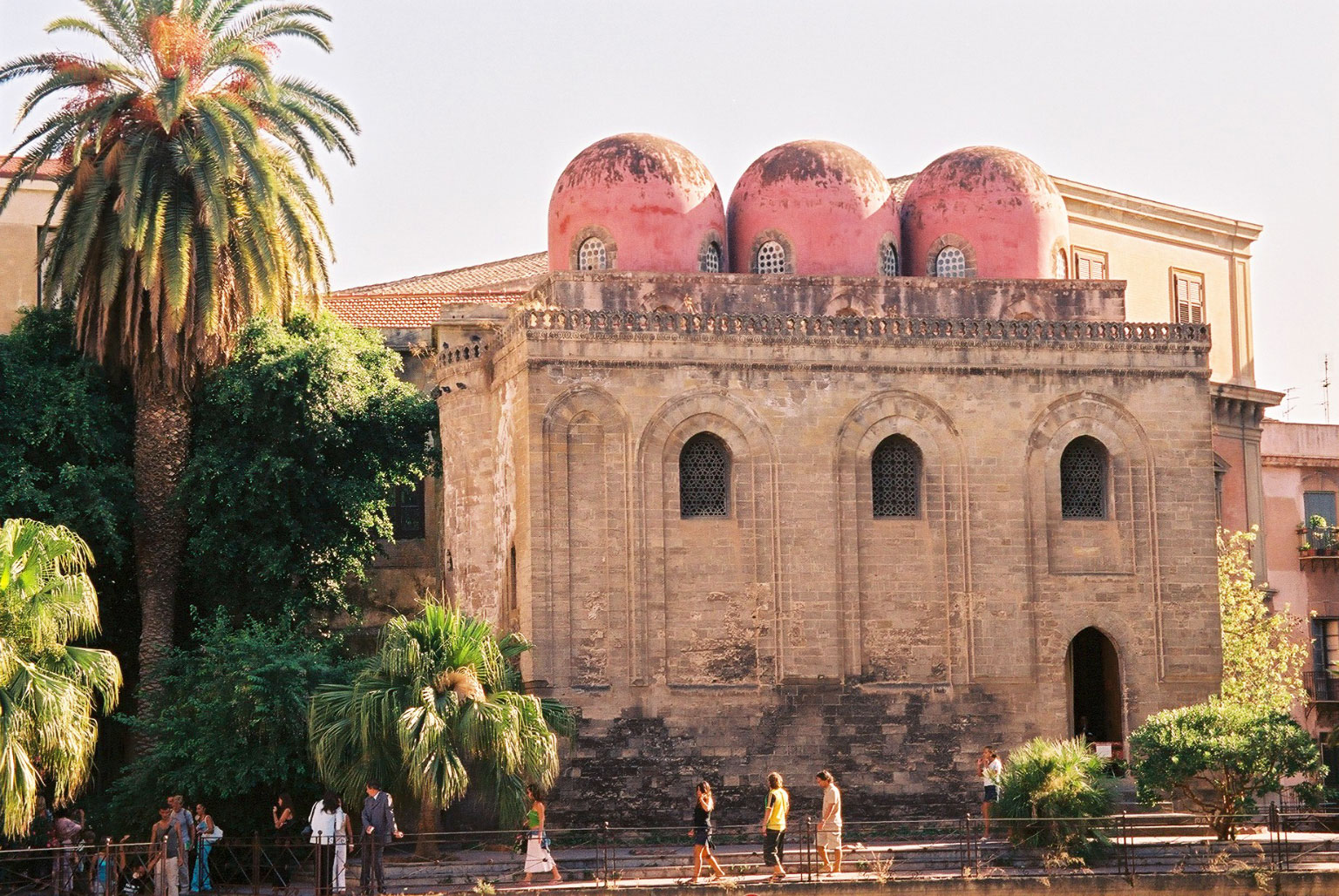
Сан-Катальдо с арабскими куполами

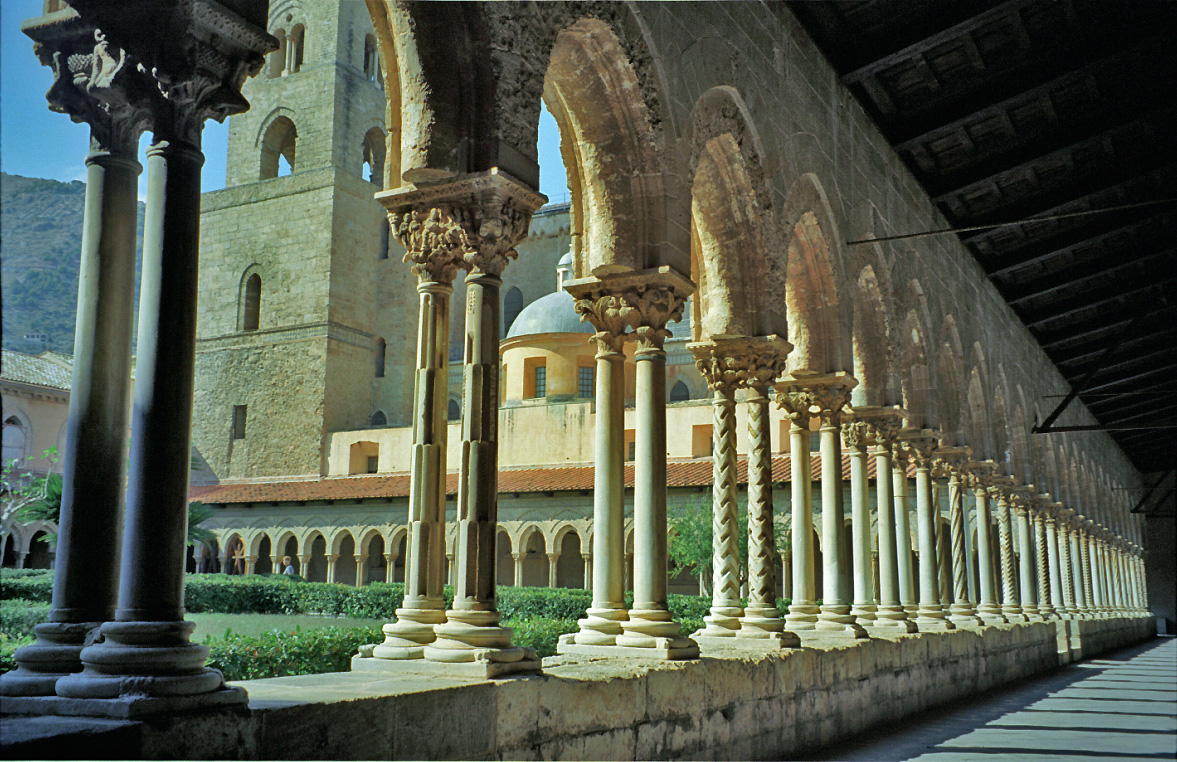
Восточная колоннада клуатра Монреале

Среди характерных арабских черт нормандских построек наиболее общей является украшение стен в виде сложного каменного узора из переплетающихся ложных арок. В наиболее монументальных соборах (Палермо и Монреале) этот узор дополняется утончёнными абстрактными инкрустациями из лавы и туфа, растительными орнаментами, зубцами.
Одной из самых заметных черт арабо-нормандского стиля являются бифоры — окна, разделённые пополам по вертикали узкой колонной. Окна-бифоры широко распространены как в духовных, так и в светских постройках.
Искусство арабских плотников также нашло отражение в памятниках арабо-нормандского стиля. В Палатинской капелле и соборе Монреале резной деревянный потолок напоминает свод пещеры со сталактитами, что свойственно фатимидским мечетям Египта и Северной Африки. Потолок покрыт геометрическим рисунком и куфическими надписями. Особенностью сицилийских резных потолков является наличие на них запрещённых Кораном изображений людей и животных, что может быть объяснено как удалённостью Сицилии от основных центров исламской культуры, так и влиянием христианского изобразительного искусства.
Очарованность нормандских королей и сеньоров арабскими традициями нашла своё отражение в светских постройках, в том числе королевских дворцах — Циза, Куба, Палаццо Норманни. Все они совершенно не похожи на современные им замки западноевропейских феодалов. В дворцовых помещениях и садах сохранились типично арабские фонтаны и бассейны. Мозаики Цисы и Нормандского дворца (зал Рожера) показывают светскую жизнь королевского двора, далёкую от традиционного христианского благочестия. В этих дворцах, по сообщениям хронистов, существовали гаремы, радостей которых не чуждались Рожер II, Вильгельм I Злой и Вильгельм II Добрый.
Арабские внутренние дворы, окружённые колоннадой, стали частью и церковных строений. Клуатры в арабском стиле сохранились в Чефалу, Маджионе, Сан-Джованни-дельи-Эремити. Наиболее примечательным является клуатр монастыря Монреале. В плане он представляет собой  правильный квадрат со стороной 47 метров, ограниченный арабской колоннадой. 104 узкие стрельчатые арки поддерживают 208 (104 пары) колонн с резными капителями. Все колонны клуатра Монреале разнятся по материалу, отделке и, главное, характеру капители. Тщательно продуманное исполнение мелких деталей в сочетании с гармонией всего ансамбля делают, по мнению специалистов, клуатр Монреале одним из самых выразительных в Италии.
Об арабском влиянии свидетельствуют и купола церквей Сан-Катальдо и Сан-Джованни-дельи-Эремити, по форме напоминающие традиционные купола мечетей Египта и Магриба.

### Византийские мозаики

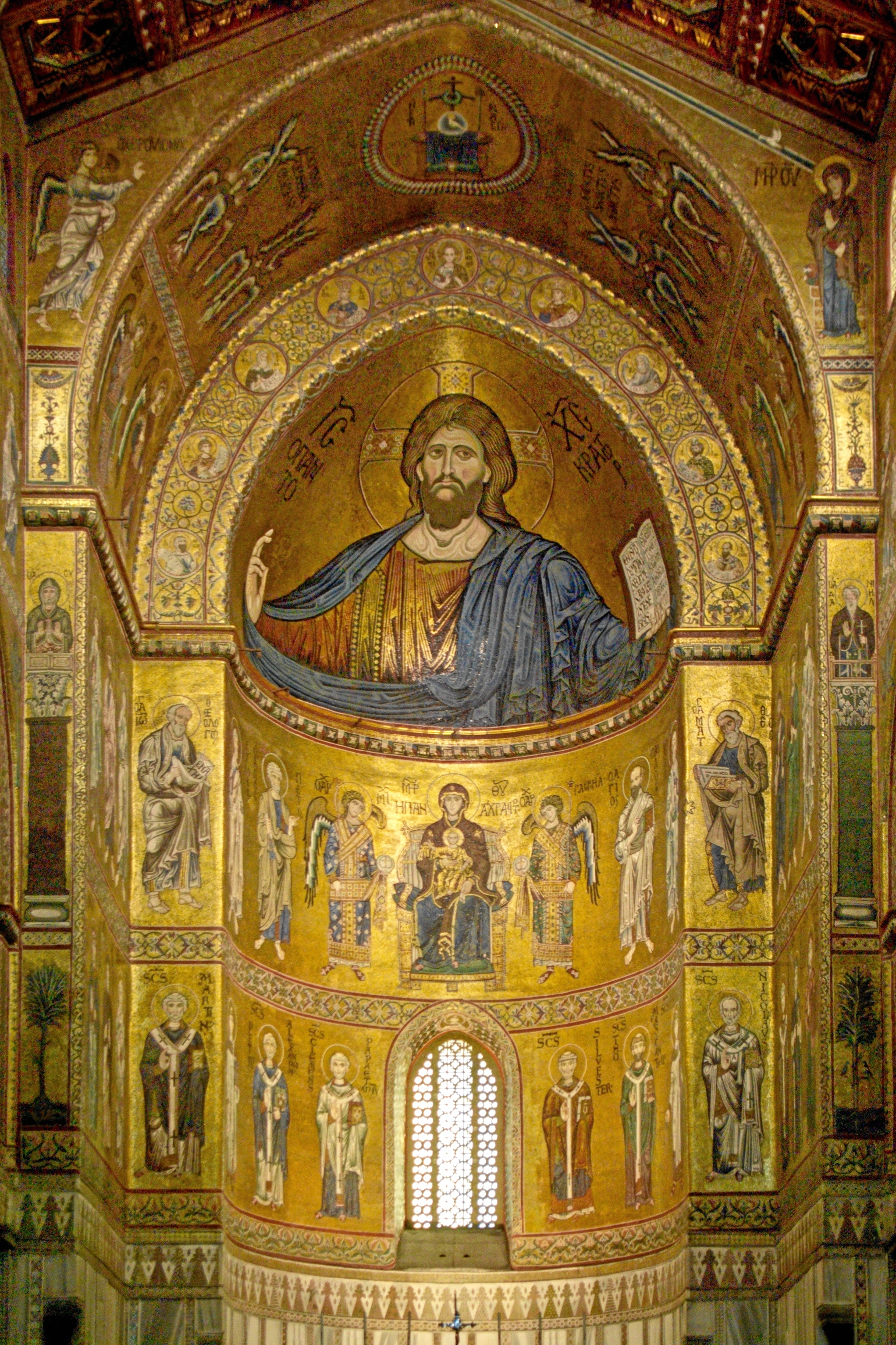
Христос Пантократор в апсиде собора Монреале

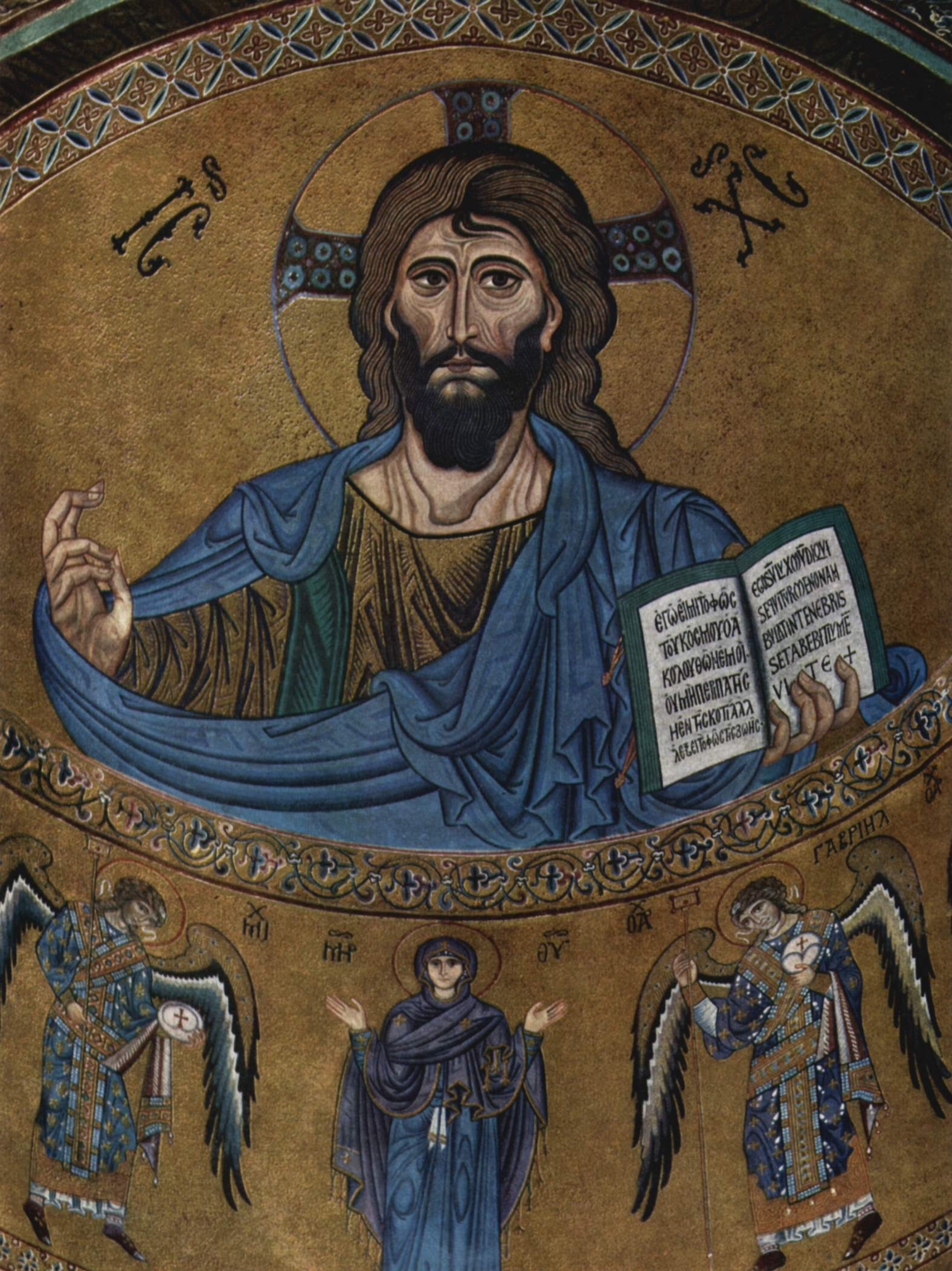
Христос Пантократор в апсиде собора Чефалу

Главным наследством, доставшимся арабо-норманнскому стилю от византийского искусства, стали мозаики. Мозаики комниновского периода (XII век) наилучшим образом сохранились именно на Сицилии. К ним относятся мозаики соборов Чефалу и Монреале, церкви Марторана и Палатинской капеллы.
Наиболее любимым сюжетом сицилийских мозаичистов стало изображение Христа Пантократора в небесной славе. При этом, хотя мозаичисты строго следовали византийским канонам, образы Пантократора в каждом из перечисленных храмов являются индивидуальными, наделёнными своими специфическими чертами и особенностями. Образы Христа Пантократора в Чефалу и Монреале стали признанными образцами византийской мозаики.
Не менее распространённым сюжетом для сицилийских мозаик стало изображение Богородицы и апостолов. Не удаляясь от традиционного для Византии деисусного ряда, сицилийские мозаичисты сумели добиться эффекта живого соучастия святых в молитве общины. На мозаиках Чефалу и Монреале особые позы апостолов создали иллюзию их беседы друг с другом, свидетелями и участниками которой становятся все молящиеся во храме.
Сицилийские мозаичисты создали один из самых больших в мире мозаичных циклов в соборе Монреале — около 10 000 м². площади. Мозаики Монреале распадаются на пять тематических циклов — Христос во славе, праздничный, чудеса Христовы, книга Бытия и жития апостолов Петра и Павла. Эти же циклы в меньшем, камерном варианте имеются и в Палатинской капелле.
Крупнейшим исследователем мозаик Сицилии был немецкий историк искусства Эрнст Китцингер.

### Романское и норманнское влияние

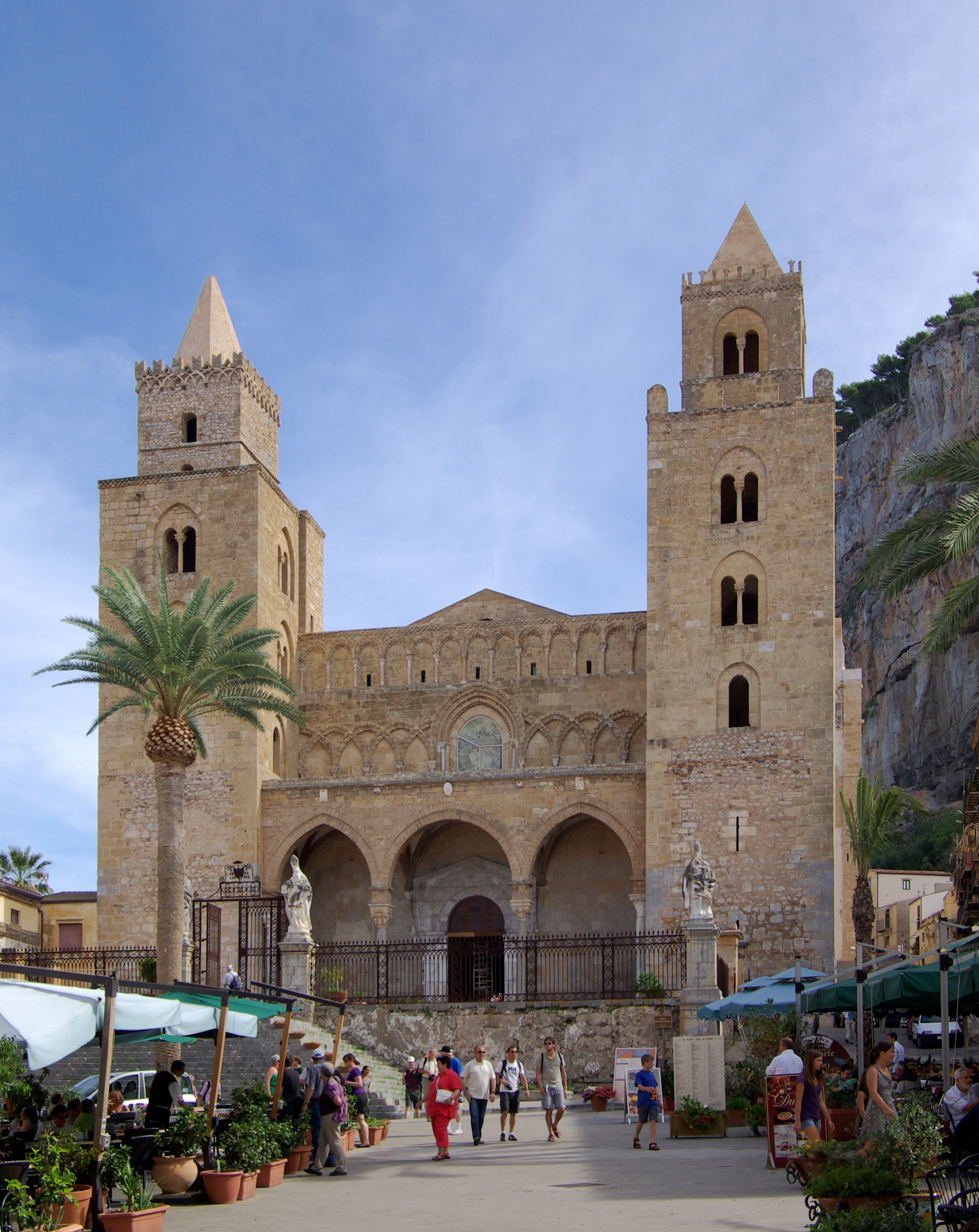
Западный фасад собора Чефалу

Соборы и церкви, возведённые в арабо-норманнском стиле, несут на себе отпечаток романской архитектуры. Они представляют собой трёхнефные базилики, разделённые на нефы массивными арками, покоящимися на колоннах. Колонны в большинстве храмов взяты из античных построек, причём для собора Монреале колонны были привезены из материковой Италии. Колокольни многих арабо-норманнских церквей представляют собой типично романские кампанилы.
Лучше всех сохранившие первоначальный облик соборы Монреале и Чефалу напоминают своими фасадами соборы северной Европы, выдавая происхождение своих основателей. Внешний облик этих построек поражает одновременно аскетичностью и мощью, суровостью и торжеством. Западные фасады в Чефалу и Монреале ограничены массивными башнями, что усиливает их схожесть с замковой архитектурой.

## Арабо-нормандский стиль за пределами Сицилии
Строго говоря, арабо-нормандский стиль всегда был эндемичным, присущим только сицилийской архитектуре. Тем не менее, строения в этом стиле встречаются и за пределами Сицилии — на других территориях, входивших в состав Сицилийского королевства. Так, на Мальте в городах Мдина и Витториоза, сохранивших историческую до-иоаннитскую застройку, можно видеть частные дома арабо-норманнского стиля. К их числу относится палаццо Санта-София и так называемый Норманнский дом на главной улице Мдины. Много арабо-норманнских черт сохранилось в многократно перестроенном соборе Салерно. Строения арабо-норманнского стиля следует отличать от многочисленных норманнских зданий чисто романской архитектуры (например, знаменитая базилика Святого Николая в Бари).
Различные архитектурные влияния и элементы, напоминающие арабо-нормандский стиль, характерны для многих регионов Средиземноморья, население которого до арабских завоеваний VII века н.э. было преимущественно христианским. Затем население южной его части, а также Левант перешло в ислам. В ряде буферных регионов Южной Европы исламское и христианское население проживали бок о бок друг с другом длительное время (Пиренейский полуостров, Балканы, острова Средиземного моря — Крит, Кипр и т.д.). Причём мусульманское население зачастую занимало ведущую роль в политике, религии, искусстве и других сферах. К примеру в Испании владычество мусульман продлилось до конца XV века, на Балканах — до начала XX века. Христиане и крипто-христиане региона были хорошо знакомы с культурой и искусством исламского мира и часто осознанно или неосознанно заимствовали его архитектурные элементы при воздвижении своих церквей и молелен. Многие изначально христианские церкви при этом были превращены в мечети, и наоборот.